# 红柄木犀
红柄木犀（学名：Osmanthus armatus），为木犀科木犀属下的一个种。

## 扩展阅读
維基物種上的相關：红柄木犀